# Хашелдой
Хашелдой — покинутый аул в Шаройском районе Чеченской Республики.

## География
Расположен на правом берегу реки Шароаргун, к юго-западу от районного центра Химой.
Ближайшие населённые пункты и развалины бывших аулов: на северо-западе — бывшие аулы Нижний Хошелдой, Барчи-Колешка, Дукархой и Ацильда, на северо-востоке — бывшие аулы Хиндушты, Мальчхиче и село Хакмадой, на юго-востоке — бывший аул Хиндух, на юго-западе — село Хуландой.

## Этимология
Происхождения названия «Хашелдой» до конца не выяснена.